# Klaipėda-regionens historie
Klaipėda-regionen (litauisk Klaipėdos kraštas, tysk Memelland eller Memelgebiet; fransk Territoire de Memel) var et område defineret af Versailles-traktaten i 1919 under navnet Territoire de Memel da det blev lagt ind under administration af Ambassadørrådet. Memelland blev sammen med Saar og Danzig underlagt Folkeforbundets kontrol, og befolkningen i regionerne skulle ved en folkeafstemning stemme om de fortsat skulle være en del af Tyskland. Bortset fra i Saar blev der imidlertid ikke afholdt sådanne folkeafstemninger.

## Historie
Det oprindelige område, beboet af de baltiske folkegrupper, kurlændere og skalverne, blev erobret omkring 1252 af Den tyske orden, som drev de baltiske stammer ud og byggede Memelburg og byen Memel (i dag Klaipėda). I 1422 blev der trukket en grænse mellem Preussen og Litauen under Melnotraktaten, og denne grænse eksisterede frem til 1918.
Litauerne udgjorde befolkningsflertallet af i store dele af Østpreussen fra 1400-tallet (siden begyndelsen af det 1500-tallet ofte benævnt Lille Litauen). I 17-1900 tallet var antallet af litauere mindsket på grund af pest og indvandring af tyskere, især fra Salzburg i 1700-tallet.

### Efter 1. verdenskrig
I 1920 fik det tyske område nord for Nemunas-floden (tysk: Memel), i forlængelse af Versailles-traktaten, status af "Territoire de Memel" under administration af Ambassadørrådet med en fransk højkommissær, og franske tropper beskyttede havneadgangen for Litauen og Polen. Under den franske administration voksede tanken om en uafhængig stat: "Memelland", blandt det tyske mindretal.

### Mellemkrigsårene
I 1922 slog den britiske vicekonsul i Kaunas og Vilnius, E.J. Harrison, fast i sin bog, "Lithuania – Past & Pressent", at der ikke var nogen troværdig folketælling for området, men, at han vurderede, at nærmere 90 % af indbyggerne havde litauisk baggrund.
Den 9. januar 1923, tre år efter at Versailles-traktaten var trådt i kraft, rykkede Litauen ind i området i forlængelse af Klaipėda-opstanden, hvilket var et klart brud på folkeretten. Da den franske administration ikke reagerede, opnåede Litauen kontrol med området den 19. januar, hvilket endeligt blev anerkendt i en konvention vedtaget af Folkeforbundet i 1924.
Ved en folketælling i Memelland i 1924 udgjorde "memellændere" (27,1 %), litauere (26,6 %) og "andre" (4,4 %) tilsammen 58,1 % af befolkningen i området overfor 41 % nationaltsindede tyskere.

### 2. verdenskrig
Området blev besat af Nazi-Tyskland 23. marts 1939, indtaget af Den Røde Hær i 1944, og i 1945 overdraget til den nyoprettede Litauiske SSR, der var en del af Sovjetunionen efter Sovjetunionens besættelse af de baltiske lande. Efter Sovjetunionens sammenbrud i 1991 er området fortsat en del af Litauen som apskritys Klaipėda og Tauragė.

### Historisk tidslinje
| Tidslinje for kontrollen over Klaipeda-regionen |                                                                                                   |
| før 1252                                        | kurere, skalvere og žemaitianere                                                                  |
| 1252–1525                                       | Den tyske orden og Klosterstaten til Den tyske orden                                              |
| 1525–1657                                       | Hertugdømmet Preussen, et len i Storfyrstendømmet Litauen og senere Den polsk-litauiske realunion |
| 1657–1701                                       | Hertugdømmet Preussen, som del af Brandenburg-Preussen                                            |
| 1701–1871                                       | Kongeriget Preussen                                                                               |
| 1871–1918                                       | Kongeriget Preussen, som del af Tyske kejserrige                                                  |
| 1918–1920                                       | Weimarrepublikken                                                                                 |
| 1920–1923                                       | Ambassadørrådet                                                                                   |
| 1923–1939                                       | Litauen                                                                                           |
| 1939–1945                                       | Nazi-Tyskland                                                                                     |
| 1945-1990                                       | Litauiske SSR, som del af Sovjetunionen                                                           |
| 1990-i dag                                      | Litauen                                                                                           |